# Kanton La Ferté-sous-Jouarre
Kanton La Ferté-sous-Jouarre (fr. Canton de la Ferté-sous-Jouarre) je francouzský kanton v departementu Seine-et-Marne v regionu Île-de-France. Tvoří ho 47 obcí. Před reformou kantonů 2014 ho tvořilo 19 obcí.

## Obce kantonu
od roku 2015:
| - Armentieres-en-Brie - Bassevelle - Bussières - Chamigny - Changis-sur-Marne - Citry - Cocherel - Congis-sur-Thérouanne - Coulombs-en-Valois - Crouy-sur-Ourcq - Dhuisy - Douy-la-Ramée - Étrépilly - La Ferté-sous-Jouarre - Fublaines - Germigny-l'Éveque | - Germigny-sous-Coulombs - Isles-les-Meldeuses - Jaignes - Jouarre - Lizy-sur-Ourcq - Luzancy - Marcilly - Mary-sur-Marne - May-en-Multien - Méry-sur-Marne - Montceaux-les-Meaux - Nanteuil-les-Meaux - Nanteuil-sur-Marne - Ocquerre - Pierre-Levée - Le Plessis-Placy | - Poincy - Puisieux - Reuil-en-Brie - Saâcy-sur-Marne - Saint-Jean-les-Deux-Jumeaux - Sainte-Aulde - Sammeron - Sept-Sorts - Signy-Signets - Tancrou - Trilport - Trocy-en-Multien - Ussy-sur-Marne - Vendrest - Vincy-Manouvre |

před rokem 2015:
- Bassevelle
- Bussières
- Chamigny
- Changis-sur-Marne
- Citry
- La Ferté-sous-Jouarre
- Jouarre
- Luzancy
- Méry-sur-Marne
- Nanteuil-sur-Marne
- Pierre-Levée
- Reuil-en-Brie
- Saâcy-sur-Marne
- Sainte-Aulde
- Saint-Jean-les-Deux-Jumeaux
- Sammeron
- Sept-Sorts
- Signy-Signets
- Ussy-sur-Marne